# سام دورمن
سام دورمن (انگلیسی: Sam Dorman؛ زادهٔ ۳۰ اوت ۱۹۹۱) ورزشکار شیرجه اهل ایالات متحده آمریکا است.
وی در مسابقات کشوری و بین‌المللی در مجموع برندهٔ ۱ مدال نقره شده‌است.